# Jurnalul Național
Jurnalul Național este un ziar din România cu sediul în București.
Ziarul a lansat mai multe colecții de cărți: „Biblioteca pentru toți”, „Cele mai frumoase povești”, „Jamie Oliver”, „Britannica”, „Carte de Buzunar”, „Poveștile bucătăriei românești” și „Basmele românilor”.

## Istoric
Ziarul a fost fondat în 7 iunie 1993. În luna iunie 1995 a fost fondată Compania Jurnalul care face parte din grupul media al holdingului Intact. Jurnalul este principala publicație a societății Antena 3.
În 9 noiembrie 1998, ziarul a început să apară în format tabloid, fiind structurat pe pagini fixe: Politic, Actualitate, Eveniment, Interviu, Monden, Sport, Extern, Adevăruri Scandaloase. Lansarea Jurnalului Național – Ediția de Chișinău s-a realizat în 6 martie 2000 printr-un eveniment-spectacol în aer liber, organizat în Piața Adunării Naționale din Chișinău. La spectacol au participat peste 80.000 de persoane din întreaga Republică Moldova, evenimentul fiind considerat de autoritățile locale drept „cel mai important de la Declarația Independenței”. 
În 7 mai 2001, cotidianul Jurnalul Național și-a modificat din nou formatul și grafica, acestea fiind apropiate de cele ale cotidianului britanic The Guardian. Odată cu schimbarea formatului din 2001, Jurnalul Național a lansat concursul „Redactor-șef pentru o zi”, concurs dotat cu un premiu în valoare de 1.000 de dolari și care a fost mediatizat intens pe canalele media (Antena 1, Tele 7 ABC, Prima TV, Radio România Actualități, Radio 21, Radio Total, Europa FM, Radio Romantic);
Redactorul șef al unei publicații, redactorii șefi-adjuncți și șefii de departamente au obligația de a adapta conținutul articolelor care sunt publicate în funcție de cererea cititorilor. Astfel, Jurnalul Național a realizat la începutul lui 1999 un sondaj printre cititorii săi, în urma căruia s-a decis mărirea spațiului alocat articolelor referitoare la crime, violuri, accidente și incendii. Pentru creșterea numărului de cititori, precum și pentru atragerea persoanelor cu specializări dintr-o serie de domenii, Jurnalul Național a editat din 1999 până la schimbarea formatului, pagini speciale cu frecvență săptămânală:
- luni: „Piața de capital” – cuprinzând informații financiar-bancare;
- miercuri: „Tehnologia Informației” – noutăți din lumea informaticii;
- joi: „Asigurări” – noutăți din domeniul asigurărilor;
- sâmbătă: „Magazin Auto” și „Sănătate”.

După schimbarea formatului s-au păstrat doar paginile speciale cu informații financiar-bancare (joi) și tehnologia informației (miercuri).

## Conținut
- 20-24 pagini, format 265/320 mm, color
- Suplimente periodice
- Secțiuni: Observator, Eveniment, Anchetă, Reportaj, Analiză, Politic, Special, Economic-Business, Externe, Viață sănătoasă, Calendar, Vremea, Cultura/Mass-media, Televiziune (programul tv), Teste – Jocuri
- Conține editoriale semnate de personalități din diverse domenii:
  - presă: Dan Constantin, Radu Tudor, Mircea Badea, Sabina Iosub, Alessandra Stoicescu;
  - economic: Florin Cîțu, Adrian Vasilescu, Ilie Șerbănescu, Daniel Dăianu, Ionuț Bălan, Mihai Tănăsescu, Gabriela Vrânceanu-Firea, Lucian Mândruță;
  - politic: Laszlo Borbely, Adrian Năstase, Ion Mihai Pacepa, Lucian Bolcaș, Mona Muscă, Lavinia Șandru.

Publicul țintă este situat în categoria de vârstă 20-40 ani, în rândurile persoanelor cu venituri și studii peste medie.

### Carte de buzunar
Pe 31 mai 2010, ziarul Jurnalul Național a lansat colecția Carte de Buzunar, cărți ceva mai micuțe, care pot încăpea în orice bibliotecă, care pot fi purtate cu ușurință. Prețul unei cărți este de 5 lei. Fiecare carte apare în fiecare luni.
Primele cărți apărute în colecție sunt:
1. Drumul spre înalta societate - John Braine
2. Amantul doamnei Chatterley - D. H. Lawrence
3. Pivnițele Vaticanului - André Paul Guillaume Gide
4. Viața în înalta societate - John Braine
5. Climate - André Maurois
6. Părinți și copii - Ivan Turgheniev
7. Insula pinguinilor - Anatole France

## Vânzări
Vânzările ziarului se situau la 70.466 de exemplare pe ediție în anul 2000. În anul 2004, ziarul avea o medie de 139.023 exemplare pe ediție.

## Vezi și
- Catalogul Colecției Biblioteca pentru toți (Jurnalul Național)